# Tour de Catalogne 1920
Le Tour de Catalogne 1920 est la quatrième édition du Tour de Catalogne, une course cycliste par étapes en Espagne.. L’épreuve se déroule sur cinq étapes entre le 25 et le 27 septembre 1920, sur un total de 607 km. Le vainqueur final est le Français José Pelletier. Il s'impose devant son compatriote José Nat et l'Espagnol Jaume Janer. 
Pelletier devient ainsi le premier coureur étranger à remporter le Tour de Catalogne. Il domine la course dès le départ, remportant toutes les étapes à l’exception de la dernière  remportée par son coéquipier Nat.
Pour la première fois, la course traverse la province de Gérone, avec une étape finale dans Olot. Tona et Tarragone sont également ville finale pour la première fois.
Les cyclistes se sont plaints de la petite quantité de prix distribués et expriment leur opinion dans les journaux de l'époque. 35 coureurs sont inscrits dans cette édition.

## Étapes
| Étape         | Date         | Villes étapes         | km     | Vainqueur d’étape | Leader du classement général |
| ------------- | ------------ | --------------------- | ------ | ----------------- | ---------------------------- |
| 1re étape (A) | 25 septembre | Barcelone - Olot      | 157 km | José Pelletier    | José Pelletier               |
| 1re étape (B) | 25 septembre | Olot - Tona           | 83 km  | José Pelletier    | José Pelletier               |
| 2e étape      | 26 septembre | Tona - Lleida         | 181 km | José Pelletier    | José Pelletier               |
| 3e étape (A)  | 27 septembre | Lleida - Tarragone    | 91 km  | José Pelletier    | José Pelletier               |
| 3e étape (B)  | 27 septembre | Tarragone - Barcelone | 95 km  | José Nat          | José Pelletier               |

### Étape 1 secteur A: Barcelone - Olot. 157,0 km
| Résultats de la 1re étape A \| \| Cycliste \| Temps \| \| - \| -------------- \| --------------- \| \| 1 \| José Pelletier \| 6 h 36 min 57 s \| \| 2 \| José Nat \| + 5 min 24 s \| \| 3 \| José Saura \| + 9 min 23 s \| |                |                 |
| | Cycliste       | Temps           |
| 1 | José Pelletier | 6 h 36 min 57 s |
| 2 | José Nat       | + 5 min 24 s    |
| 3 | José Saura     | + 9 min 23 s    |

### Étape 1 secteur B: Olot - Tona. 83,0 km
|   | Cycliste       | Temps           |
| - | -------------- | --------------- |
| 1 | José Pelletier | 3 h 18 min 26 s |
| 2 | Jaume Janer    | + 4 min 06 s    |
| 3 | José Saura     | m.t.            |

|   | Cycliste       |
| - | -------------- |
| 1 | José Pelletier |
| 2 | José Saura     |
| 3 | José Nat       |

### Étape 2. Tona - Lleida. 181,0 km
|   | Cycliste       | Temps           |
| - | -------------- | --------------- |
| 1 | José Pelletier | 7 h 15 min 00 s |
| 2 | José Nat       | m.t.            |
| 3 | Jaume Janer    | + 38 min 09 s   |

|   | Cycliste       |
| - | -------------- |
| 1 | José Pelletier |
| 2 | José Nat       |
| 3 | Jaume Janer    |

### Étape 3 secteur A: Lleida - Tarragone. 91,0 km
| Résultats de la 3e étape A \| \| Cycliste \| Temps \| \| - \| -------------- \| --------------- \| \| 1 \| José Pelletier \| 3 h 33 min 48 s \| \| 2 \| José Nat \| m.t. \| \| 3 \| Jaume Janer \| + 1 min 58 s \| |                |                 |
| | Cycliste       | Temps           |
| 1 | José Pelletier | 3 h 33 min 48 s |
| 2 | José Nat       | m.t.            |
| 3 | Jaume Janer    | + 1 min 58 s    |

### Étape 3 secteur B: Tarragone - Barcelone. 95,0 km
|   | Cycliste       | Temps           |
| - | -------------- | --------------- |
| 1 | José Nat       | 3 h 11 min 15 s |
| 2 | José Pelletier | m.t.            |
| 3 | Jaume Janer    | + 3 min 54 s    |

|   | Cycliste       |
| - | -------------- |
| 1 | José Pelletier |
| 2 | José Nat       |
| 3 | Jaume Janer    |

## Classement final
| Pos. | Cycliste          | Temps             |
| 1    | José Pelletier    | 23 h 55 min 16 s  |
| 2    | José Nat          | + 20 min 12 s     |
| 3    | Jaume Janer       | + 1 h 09 min 14 s |
| 4    | Marcel·lí Llopis  | + 1 h 45 min 11 s |
| 5    | Guillermo Antón   | + 2 h 30 min 51 s |
| 6    | Bienvenido Torres | + 3 h 12 min 12 s |
| 7    | Jaume Martí       | + 3 h 13 min 06 s |
| 8    | Luis Torres       | + 5 h 01 min 05 s |
| 9    | Conrad Escardó    | + 5 h 19 min 08 s |
| 10   | Manuel Alegre     | + 5 h 27 min 25 s |